# Canthon enkerlini
Canthon enkerlini là một loài bọ cánh cứng trong họ Bọ hung (Scarabaeidae).